# Узовска Пањица
Узовска Пањица (слч. Uzovská Panica) насељено је мјесто са административним статусом сеоске општине (слч. obec) у округу Римавска Собота, у Банскобистричком крају, Словачка Република.

## Становништво
| Година:    | 1994. | 2004.    | 2014.   | 2024.    |
| ---------- | ----- | -------- | ------- | -------- |
| Број људи: | 599   | 694      | 750     | 835      |
| Разлика:   |       | +15,85 % | +8,06 % | +11,33 % |

| Година:    | 2023. | 2024.   |
| ---------- | ----- | ------- |
| Број људи: | 826   | 835     |
| Разлика:   |       | +1,08 % |

Према подацима о броју становника из 2011. године насеље је имало 721 становника.